# Park Narodowy Río Viejo San Camilo
Park Narodowy Río Viejo San Camilo' (hiszp. Parque nacional Río Viejo San Camilo) – park narodowy w Wenezueli położony w stanie Apure. Został utworzony 5 czerwca 1992 roku i zajmuje obszar 800 km². Na zachód od niego znajduje się Park Narodowy El Tamá.

## Opis
Park obejmuje rozległą równinę (do wysokości 200 m n.p.m.), w pobliżu granicy z Kolumbią, poprzecinaną licznymi rzekami, takimi jak Sarare, Viejo, El Cutufí, El Nula, El Burguita, Caño Calor, Caño Amarillo, Burguita Caño, Caño La Ceiba i Caño Garabatal. Prawie całą powierzchnię parku pokrywa sawanna. Nad rzekami występują lasy galeriowe.
Średnia roczna temperatura w parku waha się od +26 °C do +28 °C,

## Flora
W parku rosną zagrożony wyginięciem (EN) Swietenia macrophylla, narażony na wyginięcie (VU) cedrzyk wonny, a także m.in.: Byrsonima crassifolia, Curatella americana, Pithecellobium saman, puchowiec pięciopręcikowy, Tabebuia rosea, Protium sagotianum, Terminalia amazonia, Myrciaria floribunda, ogorzałka wełnista, Jacaranda obtusifolia, Cochlospermum orinocense, Erythrina poeppigiana, Rudgea crassiloba, brosimum darzymlecznia, Lecythis ollaria, Astronium graveolens, Terminalia guyanensis, Zanthoxylum caribaeum, Hirtella triandra, czapetka jambos, Pachira quinata, Triplaris caracasana,  Cecropia peltata i Guarea guidonia.

## Fauna
Ssaki żyjące w parku to krytycznie zagrożony wyginięciem (CR) czepiak brązowy, narażone na wyginięcie (VU) mrówkojad wielki, pekari białobrody, manat karaibski i tapir amerykański, a także m.in.: pancernik nizinny, kapibara wielka, kabassu jednopaskowy, paka nizinna, wyjec rudy, czapeczkowiec gujański, rybak nocny, wampir zwyczajny, aguti złocisty, szuwarniczka krótkoogonowa, jaguar amerykański i mulak białoogonowy.
Ptaki to m.in.: czajka miedziana, kacykowiec żółtosterny, karakara czubata, bekaśnica, hoacyn, bocian sinodzioby, ibis szkarłatny, dławigad amerykański, długoszpon krasnoczelny, warzęcha różowa, czapla biała, żabiru amerykański, ślimakojad czerwonooki, czarnostrząb rdzawy, ara żółtoskrzydła, cierniak rudoczelny, amazonka żółtogłowa, pójdźka ziemna, łuszczyk czarnogardły, grzywoszyjka amazońska, piżmówka, czubacz żółtoguzy, przepiór zmienny, tukan czerwonodzioby, brzytwodziób amerykański, kacyk plamoskrzydły i sępnik czarny.
Gady występujące w parku to krytycznie zagrożony wyginięciem (CR) krokodyl orinokański, narażony na wyginięcie (VU) Podocnemis unifilis, a także m.in.: anakonda zielona, kajman okularowy, kajman karłowaty, grzechotnik straszliwy, Podocnemis vogli, arrau, legwan zielony, matamata, teju brazylijski, żabuti czarny i boa dusiciel.